# Jamie Vardy
Jamie Richard Vardy (ur. 11 stycznia 1987 w Sheffield) – angielski piłkarz, występujący na pozycji napastnika. W latach 2015–2018 reprezentant Anglii. Uczestnik Mistrzostw Świata 2018 i Mistrzostw Europy 2016. Król strzelców Premier League w sezonie 2019/20.
Należy do niego rekord Premier League w liczbie meczów z rzędu ze strzelonym golem. Przewodzi w tej klasyfikacji z 11 meczami, wyprzedzając Ruuda van Nistelrooya, który zaliczył 10 takich spotkań.
W reprezentacji Anglii zadebiutował 7 czerwca 2015 w zremisowanym 0:0 meczu z Irlandią.

## Wczesne życie
Vardy urodził się w Sheffield jako syn Richarda Gilla i Lisy Crewes. Jego biologiczny ojciec opuścił rodzinę, gdy był jeszcze niemowlęciem. 
Później matka wyszła za mąż za Phila Vardy'ego, który stał się jego ojczymem, a Jamie przyjął jego nazwisko. Dorastał w Hillsborough, w centrum Sheffield. Jego ojczym pracował jako operator dźwigu, a matka zatrudniona była w biurze adwokackim.
Już od najmłodszych lat był wiernym fanem Sheffield Wednesday, gdzie jego idolami byli klubowi zawodnicy, w tym David Hirst.

## Kariera klubowa

### Wczesna kariera
Vardy rozpoczął swoją karierę w Sheffield Wednesday, ale został zwolniony w wieku 16 lat, z powodu zawieszenia jego kategorii wiekowej, przez cięcie kosztów w klubie. Jamie po tym wydarzeniu postanowił chwilowo odejść z piłki nożnej i zajął się swoim życiem prywatnym.
Następnie grał w klubach takich jak Stocksbridge Park Steels, gdzie zwrócił uwagę na siebie, zdobywając 66 goli w 107 meczach na siódmym poziomie rozgrywkowym w Anglii.
Przełomem okazał się jego transfer do Halifax Town za 15 000 funtów, gdzie stał się kluczowym graczem, pomagając w zdobyciu tytułu mistrza w sezonie 2010–11. 

### Fleetwood Town
Po zaledwie roku gry w Halifax, podpisał kontrakt z klubem w National League, Fleetwood Town, za kwotę około 150 tys. funtów. Zadebiutował tego samego dnia w meczu z York City, kończącym się bezbramkowym remisem. 
Swoje pierwsze bramki dla klubu strzelił w trzecim występie, zdobywając dwie bramki w wyjazdowym zwycięstwie 3–2 nad Kettering Town. W kolejnych tygodniach kontynuował świetną formę, zdobywając hat-tricka przeciwko Alfreton Town.
12 listopada 2011 roku w pierwszej rundzie Pucharu Anglii, zdobył drugiego gola w zwycięstwie 2–0 nad drużyną League One, Wycombe Wanderers.
Vardy kontynuował strzelanie bramek, zdobywając gola w każdym z sześciu kolejnych meczów ligowych, co przyniosło mu tytuł Gracza Miesiąca w listopadzie. 
Sezon zakończył się z 31 golami w lidze, przyczyniając się do awansu Fleetwood Town do EFL League Two.

### Leicester City

#### Sezon 2012–2015
W maju 2012 roku ogłoszono, że Vardy podpisze kontrakt z klubem Championship, Leicester City, na sezon 2012–13, za kwotę 1 miliona funtów, co stanowiło rekord dla gracza spoza profesjonalnej ligi.
14 sierpnia Vardy zadebiutował w meczu przeciwko Torquay United w Pucharze Ligi, zdobywając jedną z bramek w zwycięstwie 4–0. Cztery dni później zaliczył swój debiut w drugiej lidze, kiedy Leicester pokonał Peterborough United 2–0. Pierwszą bramkę w lidze zdobył 25 sierpnia w przegranym 1–2 meczu z Blackburn Rovers.
Sezon debiutancki Vardy'ego w klubie zaczął się od utraty formy, co przysporzyło mu krytyki niektórych kibiców na mediach społecznościowych, a nawet rozważał on odejście z futbolu, jednak menedżer Nigel Pearson i asystent Craig Shakespeare przekonali go do pozostania w klubie.
W sezonie 2013/14 odzyskał formę, stając się skutecznym strzelcem bramek w ataku Leicester. Zdobył gola i wywalczył rzut karny w lokalnym derbach, kiedy Leicester pokonało Derby County 4–1. Zakończył sezon z 16 golami ligowymi, a Leicester awansowało do Premier League jako mistrzowie, a on sam został wybrany Graczem Sezonu przez kolegów z zespołu.
19 sierpnia 2014 roku przedłużył kontrakt do lata 2018 roku. Po dwóch początkowych meczach sezonu, które opuścił z powodu kontuzji, 31 sierpnia 2014 roku zadebiutował w Premier League, wchodząc w drugiej połowie w meczu z Arsenalem. 
21 września zdobył swoją pierwszą bramkę w Premier League i zanotował asystę przy czterech innych golach, prowadząc Leicester do niespodziewanego zwycięstwa 5–3 z Manchesterem United. 
11 kwietnia 2015 roku zdobył decydującą bramkę w wygranym 3–2 meczu z West Bromwich Albion. Jego imponująca forma w kwietniu zaowocowała nominacją do nagrody Gracza Miesiąca Premier League. 
Sezon 2014–15 zakończył się dla Vardy'ego i Leicester na bezpiecznym 14. miejscu, a on sam otworzył wynik w zwycięstwie 5–1 nad Queens Park Rangers w ostatnim meczu sezonu 24 maja. Łącznie w sezonie 2014/15, zagrał 34 spotkania w których strzelił 5 bramek i zaliczył 10 asyst.

#### Sezon 2015–2016
Vardy rozpoczął sezon 2015–2016 strzelając pierwszego gola, gdy Leicester wygrało wynikiem 4–2 u siebie z Sunderlandem. 
24 października 2015 roku strzelił jedynego gola w meczu u siebie z Crystal Palace, był to już siódmy mecz z rzędu, w którym zdobył bramkę w Premier League, oraz jego dziesiąta bramka w tym sezonie ligowym. 31 października zdobył bramkę w ósmym z rzędu meczu ligowym, stając się trzecim zawodnikiem w historii Premier League, który to osiągnął, po Ruudzie van Nistelrooyu (dwukrotnie) i Danielu Sturridge'u.
Za swoją wybitną formę Vardy został wybrany Piłkarzem Miesiąca Premier League za październik 2015 roku, stając się pierwszym graczem Leicester, który otrzymał to wyróżnienie od czasu Tima Flowersa w 2000 roku. Miesiąc później ponownie został wybrany zawodnikiem miesiąca Premier League.
21 listopada Vardy wyrównał rekord Van Nistelrooya w liczbie kolejnych meczów Premier League ze strzeloną bramką, otwierając zwycięstwo 3–0 nad Newcastle United. Tydzień później oficjalnie pobił rekord stając się jego właścicielem. Jego seria zakończyła się 5 grudnia, kiedy nie zdobył bramki w wygranym 3–0 meczu z Swansea City. Otrzymał certyfikat do Księgi rekordów Guinnessa za swoje osiągnięcie.
W lutym podpisał nowy kontrakt, który związał go z Leicester do 2019 roku, podnosząc swoją tygodniową pensję do 80 000 funtów.
10 kwietnia 2016 roku zdobył oba gole w wygranym 2–0 meczu z Sunderlandem, co uczyniło go pierwszym zawodnikiem Leicester od czasów Gary'ego Linekera w sezonie 1984–85, który osiągnął 20 trafień w Premier League. To zwycięstwo zapewniło również klubowi kwalifikację do Ligi Mistrzów po raz pierwszy w historii klubu.
Tydzień później zdobył bramkę w meczu domowym z West Hamem United, który zakończył się remisem 2–2, ale później dostał czerwoną kartkę za symulowanie w polu karnym pod presją Angelo Ogbonny. Został oskarżony o niewłaściwe zachowanie w związku z reakcją na dyskwalifikację i ukarany grzywną w wysokości 10 000 funtów, a także zawieszony na dwa mecze w kluczowym momencie późniejszego udanego kampanii mistrzowskiej Leicester.
Z 24 golami w lidze był drugim najlepszym strzelcem w Premier League w sezonie 2015–2016, obok Sergio Agüero, tylko jeden gol za zwycięzcą Złotego Buta Harrym Kane'em. Vardy był jednym z czterech zawodników Leicester w drużynie roku PFA.
Łącznie w sezonie 2015/16 wystąpił w 38 spotkaniach, w których strzelił 24 bramki i zaliczył 8 asyst.

#### Sezon 2016–2017
3 czerwca 2016 roku Arsenal złożył ofertę w wysokości 22 milionów funtów za Vardy'ego, co aktywowało klauzulę wykupu w jego kontrakcie. Vardy odrzucił ofertę Arsenalu, gdyż nie było gwarancji, że będzie grać na swojej pozycji, a style gry obu klubów różniły się – Arsène Wenger preferował posiadanie piłki, a Leicester kontrataki.
7 sierpnia 2016 roku strzelił bramkę w przegranym 2–1 meczu z Manchesterem United w pucharowym meczu Tarczy Wspólnoty. Dwadzieścia dni później zdobył swoją pierwszą bramkę w lidze w pierwszym zwycięstwie Leicester 2–1 nad Swansea City.
10 grudnia Vardy zakończył swoją dziesięciomeczową niemoc strzelecką już w pierwszych pięciu minutach meczu z Manchesterem City. Ostatecznie zdobył jeszcze dwie bramki, zapewniając sobie tym samym pierwszy zawodowy hat-trick i przyczyniając się do zwycięstwa Leicester 4–2, ich pierwszego sukcesu w pięciu ostatnich meczach ligowych.
Tydzień później został ukarany czerwoną kartką w pierwszej połowie, w zremisowanym 2–2 spotkaniu z Stoke City za faul na Mame Biramie Dioufie.
22 lutego 2017 roku Vardy zdobył swoją pierwszą bramkę w Lidze Mistrzów w przegranym 2–1 wyjazdowym meczu z Sevillą w pierwszym meczu rundy szesnastej. 8 kwietnia strzelił wyrównującą bramkę Leicester w drugim meczu ćwierćfinałowym przeciwko Atlético Madryt, jednakże Leicester zostało ostatecznie wyeliminowane 2–1 w dwumeczu.
Łącznie w sezonie 2016/17 rozegrał 48 spotkań, strzelił 16 bramek i zaliczył 7 asyst, a Leicester zajęło 12 miejsce w lidze.

## Statystyki klubowe
(aktualne na dzień 1 sierpnia 2025)
| Klub               | Sezon              | Liga                    | Liga  | Liga   | Puchar Anglii | Puchar Anglii | Puchar Ligi Angielskiej | Puchar Ligi Angielskiej | Europa | Europa | Inne  | Inne   | Suma  | Suma   |
| Klub               | Sezon              | Liga                    | Mecze | Bramki | Mecze         | Bramki        | Mecze                   | Bramki                  | Mecze  | Bramki | Mecze | Bramki | Mecze | Bramki |
| ------------------ | ------------------ | ----------------------- | ----- | ------ | ------------- | ------------- | ----------------------- | ----------------------- | ------ | ------ | ----- | ------ | ----- | ------ |
| Halifax Town       | 2010/2011          | Northern Premier League | 33    | 23     | 3             | 1             | –                       | –                       | –      | –      | 1     | 1      | 37    | 25     |
| Halifax Town       | 2011/2012          | Conference North        | 4     | 3      | –             | –             | –                       | –                       | –      | –      | –     | –      | 4     | 3      |
| Halifax Town       | Ogólnie            | Ogólnie                 | 37    | 26     | 3             | 1             | 0                       | 0                       | 0      | 0      | 1     | 1      | 41    | 28     |
| Fleetwood Town     | 2011/2012          | Conference Premier      | 36    | 31     | 6             | 3             | –                       | –                       | –      | –      | –     | –      | 42    | 34     |
| Leicester City     | 2012/2013          | Championship            | 26    | 4      | 2             | 0             | 1                       | 1                       | –      | –      | –     | –      | 29    | 5      |
| Leicester City     | 2013/2014          | Championship            | 37    | 16     | 1             | 0             | 3                       | 0                       | –      | –      | –     | –      | 41    | 16     |
| Leicester City     | 2014/2015          | Premier League          | 34    | 5      | 2             | 0             | –                       | –                       | –      | –      | –     | –      | 36    | 5      |
| Leicester City     | 2015/2016          | Premier League          | 36    | 24     | 1             | 0             | 1                       | 0                       | –      | –      | –     | –      | 38    | 24     |
| Leicester City     | 2016/2017          | Premier League          | 35    | 13     | 2             | 0             | 1                       | 0                       | 9      | 2      | 1     | 1      | 48    | 16     |
| Leicester City     | 2017/2018          | Premier League          | 37    | 20     | 3             | 2             | 2                       | 1                       | –      | –      | –     | –      | 42    | 23     |
| Leicester City     | 2018/2019          | Premier League          | 34    | 18     | –             | –             | 2                       | 0                       | –      | –      | –     | –      | 36    | 18     |
| Leicester City     | 2019/2020          | Premier League          | 35    | 23     | 1             | 0             | 4                       | 0                       | –      | –      | –     | –      | 40    | 23     |
| Leicester City     | 2020/2021          | Premier League          | 34    | 15     | 4             | 0             | –                       | –                       | 4      | 2      | –     | –      | 42    | 17     |
| Leicester City     | 2021/2022          | Premier League          | 25    | 15     | –             | –             | 1                       | 2                       | 6      | 0      | 1     | 0      | 33    | 17     |
| Leicester City     | 2022/2023          | Premier League          | 37    | 3      | 2             | 0             | 3                       | 3                       | 0      | 0      | 0     | 0      | 42    | 6      |
| Leicester City     | 2023/2024          | Championship            | 35    | 18     | 1             | 1             | 1                       | 1                       | –      | –      | –     | –      | 37    | 20     |
| Leicester City     | 2024/2025          | Premier League          | 35    | 9      | 1             | 1             | 0                       | 0                       | –      | –      | –     | –      | 36    | 10     |
| Leicester City     | Ogólnie            | Ogólnie                 | 440   | 183    | 20            | 4             | 19                      | 8                       | 19     | 4      | 2     | 1      | 500   | 200    |
| Ogólnie w karierze | Ogólnie w karierze | Ogólnie w karierze      | 513   | 240    | 29            | 8             | 19                      | 8                       | 19     | 4      | 3     | 2      | 583   | 262    |

## Sukcesy

### Halifax Town
- Northern Premier League: 2010/2011

### Fleetwood Town
- Football Conference: 2011/2012

### Leicester City
- Mistrzostwo Anglii: 2015/2016
- Puchar Anglii: 2020/2021
- Tarcza Wspólnoty: 2021

### Indywidualne
- Król strzelców Football Conference: 2011/2012
- Król strzelców Premier League: 2019/2020 (23 gole)

### Wyróżnienia
- Piłkarz roku w Anglii (FWA): 2015/2016
- Piłkarz sezonu w Premier League: 2015/2016
- Piłkarz sezonu w Leicester City: 2013/2014, 2019/2020
- Drużyna roku w Anglii (PFA): 2015/2016